# جونگ جه ایل
جونگ جه ایل (کره‌ای: 정재일؛ تلفظ کره‌ای: [tɕʌŋ tɕɛ il]؛ زادهٔ ۷ مه ۱۹۸۲) آهنگساز اهل کره جنوبی است. از آهنگسازی‌های قابل توجه او می‌توان به موسیقی فیلم‌های برندهٔ جایزه همچون اوکجا و انگل به کارگردانی بونگ جون-هو و مجموعه تلویزیونی بازی مرکب اشاره کرد.

## ترانه‌شناسی

### آهنگسازی فیلم
| سال  | عنوان               | کارگردان         | استودیو/ناشر                                         |
| ---- | ------------------- | ---------------- | ---------------------------------------------------- |
| ۱۹۹۷ | بد مووی             | جانگ سون-وو      | کمپانی فیلم میراسین کره                              |
| ۲۰۰۱ | فلاور آیلند         | سونگ ایل گون     | سی اند فیلم پروداکشن                                 |
| ۲۰۰۲ | رستاخیر دختر کوچولو | جانگ سون-وو      | کیویک سینه                                           |
| ۲۰۰۳ | اسکای بلو           | کیم مون سنگ      | پالیسادس تارتان                                      |
| ۲۰۰۴ | وسوسه گرگ‌ها         | کیم ته کیون      | شوباکس                                               |
| ۲۰۰۷ | ونوس و مریخ         | هان جی سونگ      | سینما سرویس                                          |
| ۲۰۰۹ | پسر دریایی          | یون جونگ سوگ     | سی‌جی انترتینمنت                                      |
| ۲۰۰۹ | بارام               | لی سونگ هام      | سایدوس اف اند اچ                                     |
| ۲۰۱۴ | مه دریا             | شیم سونگ بو      | نکست انترتینمنت ورلد                                 |
| ۲۰۱۷ | اوکجا               | بونگ جون-هو      | نتفلیکس (بین‌الملل)، نکست انترتینمنت ورلد (کره جنوبی) |
| ۲۰۱۹ | انگل                | بونگ جون-هو      | بارونسون ئی اند ای                                   |
| ۲۰۲۲ | دلال                | هیروکازو کورئیدا | سی‌جی انترتینمنت                                      |
| ۲۰۲۴ | میکی ۱۷             | بونگ جون-هو      | برادران وارنر                                        |

### آهنگسازی مجموعه تلویزیونی
| سال  | عنوان     | کارگردان        | شبکه اصلی |
| ---- | --------- | --------------- | --------- |
| ۲۰۲۱ | بازی مرکب | هوانگ دونگ-هیوک | نتفلیکس   |